# Obchodní korporace
Pod pojem obchodní korporace zákon o obchodních korporacích (č. 90/2012 Sb.) zahrnuje všechny formy obchodních společností (veřejnou obchodní společnost, komanditní společnost, společnost s ručením omezeným, akciovou společnost, evropskou společnost a evropské hospodářské zájmové sdružení) i družstev, nicméně jeho úprava dopadá především na české formy těchto korporací, jelikož ty evropské jsou primárně upraveny zvláštními předpisy EU. Zákon také rozlišuje tzv. osobní společnosti (v. o. s., k. s.) a kapitálové společnosti (s. r. o., a. s.).
Opakem obchodních korporací jsou veřejnoprávní korporace.

## Právní úprava obchodních korporací
Zákon o obchodních korporacích upravuje základní podmínky fungování obchodních korporací, zejména:
- založení,
- vklady, základní kapitál, podíly,
- ručení za závazky,
- rozložení vnitřní struktury orgánů,
- odpovědnosti členů těchto orgánů a
- zrušení korporace.

Přesto v textu zákona o obchodních korporacích nelze nalézt všechny tyto podmínky. Některé jsou řešeny na obecnější úrovni v občanském zákoníku (č. 89/2012 Sb.).
Obchodní korporace se zakládají společenskou smlouvou nebo zakladatelskou listinou (je-li jediný zakladatel) a vznikají dnem zápisu do obchodního rejstříku. Podobu obchodního rejstříku a údaje v něm zapisované upravuje zákon č. 304/2013 Sb., o veřejných rejstřících právnických a fyzických osob. Další náležitosti spojené se založením jednotlivých obchodních korporací upravuje zákon o obchodních korporacích. Zrušit lze podnik bez likvidace (fúze, rozdělení a právní nástupce) nebo s likvidací, resp. konkurzem (likvidace, nebo insolvence a žádný právní nástupce). Společnost zaniká ke dni výmazu z obchodního rejstříku.

## Jednotlivé obchodní korporace

### Veřejná obchodní společnost
Veřejná obchodní společnost je společnost alespoň dvou osob, které se účastní na jejím podnikání a ručí za závazky společně a nerozdílně. V této společnosti mají všichni společníci stejné postavení, ručí za závazky neomezeně. Veřejná obchodní společnost není ze zákona povinna vytvářet minimální základní kapitál, a tudíž společníci nemají povinnost do společnosti vkládat vklad. Na vkladové povinnosti se však mohou dohodnout ve společenské smlouvě. Vkladem může být také práce či služba.
Zákon o obchodních korporacích je v případě v. o. s. velmi benevolentní a téměř veškerou úpravu vztahů společníků nechává na nich samotných, tedy jejich práva a povinnosti jsou upraveny společenskou smlouvou. Statutárním orgánem veřejné obchodní společnosti jsou všichni společníci, kteří jsou plně svéprávní, bezúhonní a nenastala u nich překážka provozování živnosti. Společenskou smlouvou je možné stanovit, že statutárním orgánem bude pouze jeden nebo jen někteří ze společníků. Statutární orgán zastupuje společnost navenek a je tzv. obchodním vedením (rozhoduje o obchodních záležitostech společnosti).  
V. o. s. se zakládá především díky daňovým výhodám. Nedochází ke dvojímu zdanění jako např. u s. r. o. To znamená, že první dojde k rozdělení zisku, a ten si pak společníci uvedou do svých daňových přiznání. Ručení za závazky společně a nerozdílně znamená, že všichni jsou dlužníky v celé částce, nikoli pouze každý ve své části. V případě společného závazku je věřitel oprávněn požadovat plnění na kterémkoli z nich. Jestliže však dluh splní jeden dlužník, povinnost ostatních zanikne.

### Komanditní společnost
Komanditní společnost musí mít po celou dobu svého trvání alespoň dva společníky – komplementáře a komanditistu. Společníkem může být fyzická i právnická osoba. Komplementář je společník, jenž ručí za závazky společnosti neomezeně celým svým majetkem. Naproti tomu komanditista ručí za dluhy společnosti do výše svého nesplaceného vkladu podle stavu zápisu v obchodním rejstříku. Lze říci, že v komanditní společnosti se mísí prvky v. o. s. a s. r. o., právní úprava postavení komplementářů víceméně odpovídá postavení společníků v. o. s., zatímco postavení komanditistů je obdobné jako u společníků s. r. o. 
Minimální výše základního kapitálu není určena, komplementáři nejsou povinni vkládat své prostředky do společnosti. Povinnost vkladu mají pouze komanditisté, nově však zákon o obchodních korporacích nestanovuje minimální výši a ta je tedy určena pouze společenskou smlouvou. Vkladem mohou být i práce nebo služby. Nové je také ustanovení o tzv. komanditní sumě, což je částka, určená společenskou smlouvou, do jejíž výše ručí komanditisté za dluhy společnosti. Komanditní suma přitom musí odpovídat alespoň výši jeho vkladu.
Statutárním orgánem společnosti jsou všichni komplementáři, kteří jsou plně svéprávní, bezúhonní a nenastala u nich překážka provozování živnosti. Společenská smlouva může určit, že statutárním orgánem společnosti jsou pouze někteří z komplementářů, kteří splňují dané požadavky, nebo jeden z nich. Statutární orgán zastupuje společnost, zbylá působnost mu nepřísluší. Neurčí-li společenská smlouva jinak, rozhodují ve věcech, které nepřísluší statutárnímu orgánu, všichni společníci, přičemž zvlášť hlasují komplementáři a zvlášť komanditisté.